# Earnie Shavers
Earnie Dee Shaver (31 de agosto de 1944 – 1 de setembro de 2022), mais conhecido como Earnie Shavers, foi um pugilista profissional americano que competiu de 1969 a 1995, e desafiou duas vezes pelo título mundial dos pesos pesados em 1977 e 1979. Ele é considerado por muitos especialistas e lutadores de boxe o lutador com o maior poder de nocaute todos os tempos, que prende um 91,8% nocaute proporção -para-ganha, e ter parado 50 adversários em três round ou menos; 23 no primeiro round.
Ficou conhecido por suas lutas com Larry Holmes e Muhammad Ali: apesar de perder essas competições, ele marcou um knockdown pesado contra Holmes, e machucou Ali na segunda rodada, bem como durante as rodadas finais de sua luta. Shavers tem vitórias notáveis sobre os campeões mundiais peso-pesado Jimmy Ellis e Ken Norton, e o campeão mundial dos meio-pesados Vicente Rondón. Ele também derrotou contendores pesados em Jimmy Young e Joe Bugner .
Shavers oficialmente se aposentou do boxe em 1995. Ele lançou uma autobiografia sobre sua vida e carreira no boxe, intitulado Bem-vindo ao Big Time em 2001. Participou de eventos de boxe como convidado especial ou autógrafo, e também trabalhou como palestrante motivacional.
Shavers morreu em 1 de setembro de 2022, aos 78 anos de idade.